# Holktjärnen (Burträsks socken, Västerbotten)
Holktjärnen är en sjö i Skellefteå kommun i Västerbotten och ingår i Rickleåns huvudavrinningsområde. Sjön har en area på 0,0412 kvadratkilometer och ligger 261,6 meter över havet.

## Delavrinningsområde
Holktjärnen ingår i det delavrinningsområde (715380-171246) som SMHI kallar för Mynnar i Holktjärnbäcken. Medelhöjden är 285 meter över havet och ytan är 5,17 kvadratkilometer. Det finns inga avrinningsområden uppströms utan avrinningsområdet är högsta punkten. Vattendraget som avvattnar avrinningsområdet har biflödesordning 4, vilket innebär att vattnet flödar genom totalt 4 vattendrag innan det når havet efter 69 kilometer. Avrinningsområdet består mestadels av skog (85 procent) och sankmarker (15 procent). Avrinningsområdet har 0,04 kvadratkilometer vattenytor vilket ger det en sjöprocent på 0,8 procent.